# Gamaliel V.
Gamaliel V. (gestorben 380) (רבן גמליאל החמישי) war ein jüdischer Patriarch und regierte von 365 bis 380. Er war der Sohn und Nachfolger des Patriarchen Hillel II.

## Leben
Die Vollendung und Perfektion des jüdischen Kalenders im Jahre 359 wird dem Patriarchen Gamaliel V. zugeschrieben.
Er war weniger als religiöser Lehrer, sondern eher als weltlicher Politiker bekannt. So geht aus den Quellen der Gaonim („Seder Tanna'im we-Amora'im“) nur sein Name hervor. Aber in einem Brief aus dem Jahr 393 erwähnt Hieronymus, dass Theodosius I. (379–395) den römischen Konsul Esychius zum Tod verurteilt hatte, weil dieser Dokumente des Patriarchen Gamaliel entwendet hatte.
Der 16-teilige Codex Theodosianus, der die römischen Gesetze von 312 bis 438 zusammenfasst und unter anderem auch die kaiserlichen Edikte des Theodosius I. erwähnt, versinnbildlicht die Freiheit des jüdischen Glaubens noch bis unter Theodosius I.
So heißt es im 13. Edikt aus dem achten Kapitel des 16. Buchs des Codex Theodosianus: „Das Privileg jüdischer Religionsdiener darf nur genießen, wer unter der Gewalt (Hoheit) des (jüdischen) Patriarchen (Gamaliel V.) steht.“  Der jüdische Patriarch in Eretz Israel wurde damit gestärkt und stand in Konkurrenz zu den anderen Patriarchen.
Noch war das Judentum eine religio licita . Selbst das Dreikaiseredikt Cunctos populos von 380, das den Glauben an die Dreieinigkeit zur verbindlichen Staatsreligion erklärt, galt nicht für das Judentum.